# Полска Скакавица (водопад)
 Тази статия е за водопада.  За селото вижте Полска Скакавица.  
Полска Скакавица е водопад в България.

## Местоположение
Намира се в Земенската планина, област Кюстендил, община Кюстендил, край едноименното село Полска Скакавица.

## Описание
Висок е 50 метра. В горната си част образува няколко карстови стъпала, след които водата пада свободно надолу. Не е от най-лесно достъпните водопади в България. За разлика от повечето водопади, които от ерозията се смаляват, този – заради многото варовик във водата, се издига всяка година. Твърди се, че това е единственият такъв водопад в България.